# Tour du Colorado 2015
La 5e édition du Tour du Colorado a lieu du 17 au 23 août 2015. La course fait partie du calendrier UCI America Tour 2015 en catégorie 2.HC.

## Présentation

### Équipes
Classés en catégorie 2.HC de l'UCI America Tour, le Tour du Colorado est par conséquent ouvert aux WorldTeams dans la limite de 70 % des équipes participantes, aux équipes continentales professionnelles, aux équipes continentales et aux équipes nationales.
Dix sept équipes participent à ce Tour du Colorado - quatre WorldTeams, cinq équipes continentales professionnelles et huit équipes continentales :
| UCI WorldTeams      | UCI WorldTeams | UCI WorldTeams |
| Nom de l'équipe     | Pays           | Code           |
| ------------------- | -------------- | -------------- |
| BMC Racing          | États-Unis     | BMC            |
| Cannondale-Garmin   | États-Unis     | TCG            |
| Tinkoff-Saxo        | Russie         | TCS            |
| Trek Factory Racing | États-Unis     | TFR            |

| Équipes continentales professionnelles | Équipes continentales professionnelles | Équipes continentales professionnelles |
| Nom de l'équipe                        | Pays                                   | Code                                   |
| -------------------------------------- | -------------------------------------- | -------------------------------------- |
| Caja Rural-Seguros RGA                 | Espagne                                | CJR                                    |
| Drapac                                 | Australie                              | DPC                                    |
| MTN-Qhubeka                            | Afrique du Sud                         | MTN                                    |
| Novo Nordisk                           | États-Unis                             | TNN                                    |
| UnitedHealthcare                       | États-Unis                             | UHC                                    |

| Équipes continentales          | Équipes continentales | Équipes continentales |
| Nom de l'équipe                | Pays                  | Code                  |
| ------------------------------ | --------------------- | --------------------- |
| Airgas-Safeway                 | États-Unis            | AIR                   |
| Axeon                          | États-Unis            | BDT                   |
| Cycling Academy                | Israël                | CAT                   |
| Hincapie Racing                | États-Unis            | HSD                   |
| Jamis-Hagens Berman            | États-Unis            | JHB                   |
| Jelly Belly-Maxxis             | États-Unis            | JBC                   |
| Optum-Kelly Benefit Strategies | États-Unis            | OPM                   |
| SmartStop                      | États-Unis            | SSC                   |

## Étapes
Cette édition du Tour du Colorado est constituée de sept étapes réparties sur sept jours pour un total de 992 kilomètres à parcourir.
| Étape     | Date    | Villes étapes                         |                             | Distance (km) | Vainqueur d’étape | Leader du classement général |
| --------- | ------- | ------------------------------------- | --------------------------- | ------------- | ----------------- | ---------------------------- |
| 1re étape | 17 août | Steamboat Springs - Steamboat Springs | Étape vallonnée             | 155,5         | Taylor Phinney    | Taylor Phinney               |
| 2e étape  | 18 août | Steamboat Springs - Arapahoe Basin    | Étape de montagne           | 185,5         | Brent Bookwalter  | Brent Bookwalter             |
| 3e étape  | 19 août | Copper Mountain - Aspen               | Étape de moyenne montagne   | 163,2         | Kiel Reijnen      | Brent Bookwalter             |
| 4e étape  | 20 août | Aspen - Breckenridge                  | Étape de montagne           | 202,5         | Rohan Dennis      | Rohan Dennis                 |
| 5e étape  | 21 août | Breckenridge - Breckenridge           | Contre-la-montre individuel | 13,5          | Rohan Dennis      | Rohan Dennis                 |
| 6e étape  | 22 août | Loveland - Fort Collins               | Étape de moyenne montagne   | 164,5         | Roman Kreuziger   | Rohan Dennis                 |
| 7e étape  | 23 août | Denver - Denver                       | Étape de plaine             | 109,7         | John Murphy       | Rohan Dennis                 |

## Déroulement de la course

### 1reétape
| Classement de l'étape | Classement de l'étape | Classement de l'étape | Classement de l'étape          | Classement de l'étape |
|                       | Coureur               | Pays                  | Équipe                         | Temps                 |
| --------------------- | --------------------- | --------------------- | ------------------------------ | --------------------- |
| 1er                   | Taylor Phinney        | États-Unis            | BMC Racing                     | en 3 h 39 min 7 s     |
| 2e                    | Kiel Reijnen          | États-Unis            | UnitedHealthcare               | m.t                   |
| 3e                    | Brent Bookwalter      | États-Unis            | BMC Racing                     | m.t                   |
| 4e                    | Ryan Anderson         | Canada                | Optum-Kelly Benefit Strategies | m.t                   |
| 5e                    | Gavin Mannion         | États-Unis            | Jelly Belly-Maxxis             | m.t                   |
| 6e                    | Logan Owen            | États-Unis            | Axeon                          | m.t                   |
| 7e                    | Julián Arredondo      | Colombie              | Trek Factory Racing            | m.t                   |
| 8e                    | Ivan Rovny            | Russie                | Tinkoff-Saxo                   | m.t                   |
| 9e                    | Toms Skujiņš          | Lettonie              | Hincapie Racing                | m.t                   |
| 10e                   | Damiano Caruso        | Italie                | BMC Racing                     | m.t                   |
| modifier              |                       |                       |                                |                       |

| Classement général | Classement général | Classement général | Classement général             | Classement général |
|                    | Coureur            | Pays               | Équipe                         | Temps              |
| ------------------ | ------------------ | ------------------ | ------------------------------ | ------------------ |
| 1er                | Taylor Phinney     | États-Unis         | BMC Racing                     | en 3 h 39 min 7 s  |
| 2e                 | Kiel Reijnen       | États-Unis         | UnitedHealthcare               | + 0 s              |
| 3e                 | Brent Bookwalter   | États-Unis         | BMC Racing                     | + 0 s              |
| 4e                 | Ryan Anderson      | Canada             | Optum-Kelly Benefit Strategies | + 0 s              |
| 5e                 | Gavin Mannion      | États-Unis         | Jelly Belly-Maxxis             | + 0 s              |
| 6e                 | Logan Owen         | États-Unis         | Axeon                          | + 0 s              |
| 7e                 | Julián Arredondo   | Colombie           | Trek Factory Racing            | + 0 s              |
| 8e                 | Ivan Rovny         | Russie             | Tinkoff-Saxo                   | + 0 s              |
| 9e                 | Toms Skujiņš       | Lettonie           | UnitedHealthcare               | + 0 s              |
| 10e                | Damiano Caruso     | Italie             | BMC Racing                     | + 0 s              |
| modifier           |                    |                    |                                |                    |

### 2eétape
| Classement de l'étape | Classement de l'étape | Classement de l'étape | Classement de l'étape  | Classement de l'étape |
|                       | Coureur               | Pays                  | Équipe                 | Temps                 |
| --------------------- | --------------------- | --------------------- | ---------------------- | --------------------- |
| 1er                   | Brent Bookwalter      | États-Unis            | BMC Racing             | en 4 h 37 min 3 s     |
| 2e                    | Rohan Dennis          | Australie             | BMC Racing             | + 6 s                 |
| 3e                    | Jonathan Clarke       | Australie             | UnitedHealthcare       | + 10 s                |
| 4e                    | Hugh Carthy           | Royaume-Uni           | Caja Rural-Seguros RGA | + 10 s                |
| 5e                    | Robbie Squire         | États-Unis            | Hincapie Racing        | + 13 s                |
| 6e                    | Lachlan Morton        | Australie             | Jelly Belly-Maxxis     | + 25 s                |
| 7e                    | Jaime Rosón           | Espagne               | Caja Rural-Seguros RGA | + 27 s                |
| 8e                    | Davide Formolo        | Italie                | Cannondale-Garmin      | + 31 s                |
| 9e                    | Julián Arredondo      | Colombie              | Trek Factory Racing    | + 33 s                |
| 10e                   | Julien Bernard        | France                | Trek Factory Racing    | + 38 s                |
| modifier              |                       |                       |                        |                       |

| Classement général | Classement général | Classement général | Classement général     | Classement général |
|                    | Coureur            | Pays               | Équipe                 | Temps              |
| ------------------ | ------------------ | ------------------ | ---------------------- | ------------------ |
| 1er                | Brent Bookwalter   | États-Unis         | BMC Racing             | en 8 h 16 min 10 s |
| 2e                 | Rohan Dennis       | Australie          | BMC Racing             | + 6 s              |
| 3e                 | Jonathan Clarke    | Australie          | UnitedHealthcare       | + 10 s             |
| 4e                 | Hugh Carthy        | Royaume-Uni        | Caja Rural-Seguros RGA | + 10 s             |
| 5e                 | Robbie Squire      | États-Unis         | Hincapie Racing        | + 13 s             |
| 6e                 | Lachlan Morton     | Australie          | Jelly Belly-Maxxis     | + 25 s             |
| 7e                 | Jaime Rosón        | Espagne            | Caja Rural-Seguros RGA | + 27 s             |
| 8e                 | Davide Formolo     | Italie             | Cannondale-Garmin      | + 31 s             |
| 9e                 | Julián Arredondo   | Colombie           | Trek Factory Racing    | + 33 s             |
| 10e                | Julien Bernard     | France             | Trek Factory Racing    | + 38 s             |
| modifier           |                    |                    |                        |                    |

### 3eétape
| Classement de l'étape | Classement de l'étape | Classement de l'étape | Classement de l'étape          | Classement de l'étape |
|                       | Coureur               | Pays                  | Équipe                         | Temps                 |
| --------------------- | --------------------- | --------------------- | ------------------------------ | --------------------- |
| 1er                   | Kiel Reijnen          | États-Unis            | UnitedHealthcare               | en 3 h 56 min 52 s    |
| 2e                    | Rohan Dennis          | Australie             | BMC Racing                     | m.t                   |
| 3e                    | Ruben Zepuntke        | Allemagne             | Cannondale-Garmin              | m.t                   |
| 4e                    | Logan Owen            | États-Unis            | Axeon                          | m.t                   |
| 5e                    | Julián Arredondo      | Colombie              | Trek Factory Racing            | m.t                   |
| 6e                    | Ryan Anderson         | Canada                | Optum-Kelly Benefit Strategies | m.t                   |
| 7e                    | Dion Smith            | Nouvelle-Zélande      | Hincapie Racing                | m.t                   |
| 8e                    | Toms Skujiņš          | Lettonie              | Hincapie Racing                | m.t                   |
| 9e                    | Brent Bookwalter      | États-Unis            | BMC Racing                     | m.t                   |
| 10e                   | Marco Canola          | Italie                | UnitedHealthcare               | m.t                   |
| modifier              |                       |                       |                                |                       |

| Classement général | Classement général | Classement général | Classement général     | Classement général |
|                    | Coureur            | Pays               | Équipe                 | Temps              |
| ------------------ | ------------------ | ------------------ | ---------------------- | ------------------ |
| 1er                | Brent Bookwalter   | États-Unis         | BMC Racing             | en 8 h 16 min 10 s |
| 2e                 | Rohan Dennis       | Australie          | BMC Racing             | + 6 s              |
| 3e                 | Jonathan Clarke    | Australie          | UnitedHealthcare       | + 10 s             |
| 4e                 | Hugh Carthy        | Royaume-Uni        | Caja Rural-Seguros RGA | + 10 s             |
| 5e                 | Robbie Squire      | États-Unis         | Hincapie Racing        | + 13 s             |
| 6e                 | Lachlan Morton     | Australie          | Jelly Belly-Maxxis     | + 25 s             |
| 7e                 | Jaime Rosón        | Espagne            | Caja Rural-Seguros RGA | + 27 s             |
| 8e                 | Davide Formolo     | Italie             | Cannondale-Garmin      | + 31 s             |
| 9e                 | Julián Arredondo   | Colombie           | Trek Factory Racing    | + 33 s             |
| 10e                | Julien Bernard     | France             | Trek Factory Racing    | + 38 s             |
| modifier           |                    |                    |                        |                    |

### 4eétape
| Classement de l'étape | Classement de l'étape | Classement de l'étape | Classement de l'étape | Classement de l'étape |
|                       | Coureur               | Pays                  | Équipe                | Temps                 |
| --------------------- | --------------------- | --------------------- | --------------------- | --------------------- |
| 1er                   | Rohan Dennis          | Australie             | BMC Racing            | en 5 h 10 min 55 s    |
| 2e                    | Brent Bookwalter      | États-Unis            | BMC Racing            | + 19 s                |
| 3e                    | Robbie Squire         | États-Unis            | Hincapie Racing       | + 19 s                |
| 4e                    | Jonathan Clarke       | Australie             | UnitedHealthcare      | + 23 s                |
| 5e                    | Bruno Pires           | Portugal              | Tinkoff-Saxo          | + 23 s                |
| 6e                    | Gavin Mannion         | États-Unis            | Jelly Belly-Maxxis    | + 23 s                |
| 7e                    | Toms Skujiņš          | Lettonie              | Hincapie Racing       | + 23 s                |
| 8e                    | Dion Smith            | Nouvelle-Zélande      | Hincapie Racing       | + 23 s                |
| 9e                    | Tao Geoghegan Hart    | Royaume-Uni           | Axeon                 | + 23 s                |
| 10e                   | Lachlan Morton        | Australie             | Jelly Belly-Maxxis    | + 23 s                |
| modifier              |                       |                       |                       |                       |

| Classement général | Classement général | Classement général | Classement général     | Classement général |
|                    | Coureur            | Pays               | Équipe                 | Temps              |
| ------------------ | ------------------ | ------------------ | ---------------------- | ------------------ |
| 1er                | Rohan Dennis       | Australie          | BMC Racing             | en 17 h 24 min 3 s |
| 2e                 | Brent Bookwalter   | États-Unis         | BMC Racing             | + 13 s             |
| 3e                 | Robbie Squire      | États-Unis         | Hincapie Racing        | + 26 s             |
| 4e                 | Jonathan Clarke    | Australie          | UnitedHealthcare       | + 27 s             |
| 5e                 | Hugh Carthy        | Royaume-Uni        | Caja Rural-Seguros RGA | + 27 s             |
| 6e                 | Lachlan Morton     | Australie          | Jelly Belly-Maxxis     | + 42 s             |
| 7e                 | Jaime Rosón        | Espagne            | Caja Rural-Seguros RGA | + 44 s             |
| 8e                 | Davide Formolo     | Italie             | Cannondale-Garmin      | + 48 s             |
| 9e                 | Julien Bernard     | France             | Trek Factory Racing    | + 55 s             |
| 10e                | Toms Skujiņš       | Lettonie           | Hincapie Racing        | + 1 min 1 s        |
| modifier           |                    |                    |                        |                    |

### 5eétape
| Classement de l'étape | Classement de l'étape | Classement de l'étape | Classement de l'étape | Classement de l'étape |
|                       | Coureur               | Pays                  | Équipe                | Temps                 |
| --------------------- | --------------------- | --------------------- | --------------------- | --------------------- |
| 1er                   | Rohan Dennis          | Australie             | BMC Racing            | en 18 min 11 s        |
| 2e                    | Rob Britton           | Canada                | SmartStop             | + 28 s                |
| 3e                    | Brent Bookwalter      | États-Unis            | BMC Racing            | + 31 s                |
| 4e                    | Daniel Eaton          | États-Unis            | Axeon                 | + 38 s                |
| 5e                    | Gavin Mannion         | États-Unis            | Jelly Belly-Maxxis    | + 39 s                |
| 6e                    | Taylor Phinney        | États-Unis            | BMC Racing            | + 39 s                |
| 7e                    | Tao Geoghegan Hart    | Royaume-Uni           | Axeon                 | + 47 s                |
| 8e                    | Lachlan Norris        | Australie             | Drapac                | + 48 s                |
| 9e                    | Jack Bobridge         | Australie             | Budget Forklifts      | + 48 s                |
| 10e                   | Nathan Brown          | États-Unis            | Cannondale-Garmin     | + 1 min 7 s           |
| modifier              |                       |                       |                       |                       |

| Classement général | Classement général | Classement général | Classement général     | Classement général  |
|                    | Coureur            | Pays               | Équipe                 | Temps               |
| ------------------ | ------------------ | ------------------ | ---------------------- | ------------------- |
| 1er                | Rohan Dennis       | Australie          | BMC Racing             | en 17 h 42 min 14 s |
| 2e                 | Brent Bookwalter   | États-Unis         | BMC Racing             | + 44 s              |
| 3e                 | Rob Britton        | Canada             | SmartStop              | + 1 min 31 s        |
| 4e                 | Gavin Mannion      | États-Unis         | Jelly Belly-Maxxis     | + 1 min 49 s        |
| 5e                 | Lachlan Morton     | Australie          | Jelly Belly-Maxxis     | + 1 min 53 s        |
| 6e                 | Tao Geoghegan Hart | Royaume-Uni        | Axeon                  | + 1 min 58 s        |
| 7e                 | Lachlan Norris     | Australie          | Drapac                 | + 2 min 2 s         |
| 8e                 | Toms Skujiņš       | Lettonie           | Hincapie Racing        | + 2 min 8 s         |
| 9e                 | Hugh Carthy        | Royaume-Uni        | Caja Rural-Seguros RGA | + 2 min 13 s        |
| 10e                | Julien Bernard     | France             | Trek Factory Racing    | + 2 min 14 s        |
| modifier           |                    |                    |                        |                     |

### 6eétape
| Classement de l'étape | Classement de l'étape | Classement de l'étape | Classement de l'étape          | Classement de l'étape |
|                       | Coureur               | Pays                  | Équipe                         | Temps                 |
| --------------------- | --------------------- | --------------------- | ------------------------------ | --------------------- |
| 1er                   | Roman Kreuziger       | Tchéquie              | Tinkoff-Saxo                   | en 3 h 50 min 35 s    |
| 2e                    | Javier Mejías         | Espagne               | Novo Nordisk                   | m.t                   |
| 3e                    | Leonardo Basso        | Italie                | Trek Factory Racing            | m.t                   |
| 4e                    | Dylan Girdlestone     | Afrique du Sud        | Drapac                         | m.t                   |
| 5e                    | Tom Zirbel            | États-Unis            | Optum-Kelly Benefit Strategies | m.t                   |
| 6e                    | Nathan Brown          | États-Unis            | Cannondale-Garmin              | + 4 s                 |
| 7e                    | John Murphy           | États-Unis            | UnitedHealthcare               | + 41 s                |
| 8e                    | Lucas Sebastián Haedo | Argentine             | Jamis-Hagens Berman            | + 41 s                |
| 9e                    | Kiel Reijnen          | États-Unis            | UnitedHealthcare               | + 41 s                |
| 10e                   | Logan Owen            | États-Unis            | Axeon                          | + 41 s                |
| modifier              |                       |                       |                                |                       |

| Classement général | Classement général | Classement général | Classement général     | Classement général  |
|                    | Coureur            | Pays               | Équipe                 | Temps               |
| ------------------ | ------------------ | ------------------ | ---------------------- | ------------------- |
| 1er                | Rohan Dennis       | Australie          | BMC Racing             | en 21 h 33 min 33 s |
| 2e                 | Brent Bookwalter   | États-Unis         | BMC Racing             | + 44 s              |
| 3e                 | Rob Britton        | Canada             | SmartStop              | + 1 min 31 s        |
| 4e                 | Gavin Mannion      | États-Unis         | Jelly Belly-Maxxis     | + 1 min 49 s        |
| 5e                 | Lachlan Morton     | Australie          | Jelly Belly-Maxxis     | + 1 min 53 s        |
| 6e                 | Tao Geoghegan Hart | Royaume-Uni        | Axeon                  | + 1 min 58 s        |
| 7e                 | Lachlan Norris     | Australie          | Drapac                 | + 2 min 2 s         |
| 8e                 | Toms Skujiņš       | Lettonie           | Hincapie Racing        | + 2 min 8 s         |
| 9e                 | Hugh Carthy        | Royaume-Uni        | Caja Rural-Seguros RGA | + 2 min 13 s        |
| 10e                | Julien Bernard     | France             | Trek Factory Racing    | + 2 min 14 s        |
| modifier           |                    |                    |                        |                     |

### 7eétape
| Classement de l'étape | Classement de l'étape | Classement de l'étape | Classement de l'étape          | Classement de l'étape |
|                       | Coureur               | Pays                  | Équipe                         | Temps                 |
| --------------------- | --------------------- | --------------------- | ------------------------------ | --------------------- |
| 1er                   | John Murphy           | États-Unis            | UnitedHealthcare               | en 2 h 20 min 3 s     |
| 2e                    | Taylor Phinney        | États-Unis            | BMC Racing                     | m.t                   |
| 3e                    | Lucas Sebastián Haedo | Argentine             | Jamis-Hagens Berman            | m.t                   |
| 4e                    | Travis McCabe         | États-Unis            | SmartStop                      | m.t                   |
| 5e                    | Fábio Silvestre       | Portugal              | Trek Factory Racing            | m.t                   |
| 6e                    | Kiel Reijnen          | États-Unis            | UnitedHealthcare               | m.t                   |
| 7e                    | Guillaume Boivin      | Canada                | Optum-Kelly Benefit Strategies | m.t                   |
| 8e                    | Dion Smith            | Nouvelle-Zélande      | Hincapie Racing                | m.t                   |
| 9e                    | Jordan Kerby          | Australie             | Drapac                         | m.t                   |
| 10e                   | Adam Phelan           | Australie             | Drapac                         | m.t                   |
| modifier              |                       |                       |                                |                       |

## Classements finals

### Classement général final
| Classement général | Classement général | Classement général | Classement général     | Classement général  |
|                    | Coureur            | Pays               | Équipe                 | Temps               |
| ------------------ | ------------------ | ------------------ | ---------------------- | ------------------- |
| 1er                | Rohan Dennis       | Australie          | BMC Racing             | en 23 h 53 min 44 s |
| 2e                 | Brent Bookwalter   | États-Unis         | BMC Racing             | + 40 s              |
| 3e                 | Rob Britton        | Canada             | SmartStop              | + 1 min 31 s        |
| 4e                 | Gavin Mannion      | États-Unis         | Jelly Belly-Maxxis     | + 1 min 49 s        |
| 5e                 | Lachlan Morton     | Australie          | Jelly Belly-Maxxis     | + 1 min 53 s        |
| 6e                 | Lachlan Norris     | Australie          | Drapac                 | + 1 min 58 s        |
| 7e                 | Tao Geoghegan Hart | Royaume-Uni        | Axeon                  | + 1 min 58 s        |
| 8e                 | Toms Skujiņš       | Lettonie           | Hincapie Racing        | + 2 min 8 s         |
| 9e                 | Hugh Carthy        | Royaume-Uni        | Caja Rural-Seguros RGA | + 2 min 13 s        |
| 10e                | Julien Bernard     | France             | Trek Factory Racing    | + 2 min 14 s        |
| modifier           |                    |                    |                        |                     |

### Classements annexes
| Classement par points | Classement par points | Classement par points | Classement par points | Classement par points |
| --------------------- | --------------------- | --------------------- | --------------------- | --------------------- |
|                       | Coureur               | Pays                  | Équipe                | Point(s)              |
| 1er                   | Kiel Reijnen          | États-Unis            | UnitedHealthcare      | 44 points             |
| 2e                    | Rohan Dennis          | Australie             | BMC Racing            | 27 pts                |
| 3e                    | Taylor Phinney        | États-Unis            | BMC Racing            | 27 pts                |
| modifier              |                       |                       |                       |                       |

| Classement de la montagne | Classement de la montagne | Classement de la montagne | Classement de la montagne | Classement de la montagne |
| ------------------------- | ------------------------- | ------------------------- | ------------------------- | ------------------------- |
|                           | Coureur                   | Pays                      | Équipe                    | Point(s)                  |
| 1er                       | Rohan Dennis              | Australie                 | BMC Racing                | 35 points                 |
| 2e                        | Brent Bookwalter          | États-Unis                | BMC Racing                | 31 pts                    |
| 3e                        | Kyle Murphy               | États-Unis                | Caja Rural-Seguros RGA    | 28 pts                    |
| modifier                  |                           |                           |                           |                           |

| Classement du meilleur jeune | Classement du meilleur jeune | Classement du meilleur jeune | Classement du meilleur jeune | Classement du meilleur jeune |
|                              | Coureur                      | Pays                         | Équipe                       | Temps                        |
| ---------------------------- | ---------------------------- | ---------------------------- | ---------------------------- | ---------------------------- |
| 1er                          | Tao Geoghegan Hart           | Royaume-Uni                  | Axeon                        | en 23 h 55 min 42 s          |
| 2e                           | Hugh Carthy                  | Royaume-Uni                  | Caja Rural-Seguros RGA       | + 15 s                       |
| 3e                           | Jaime Rosón                  | Espagne                      | Caja Rural-Seguros RGA       | + 35 s                       |
| modifier                     |                              |                              |                              |                              |

| Classement par équipes | Classement par équipes | Classement par équipes | Classement par équipes |
|                        | Équipe                 | Pays                   | Temps                  |
| ---------------------- | ---------------------- | ---------------------- | ---------------------- |
| 1re                    | BMC Racing             | États-Unis             | en 71 h 44 min 2 s     |
| 2e                     | Jelly Belly-Maxxis     | États-Unis             | + 3 min 38 s           |
| 3e                     | Hincapie Racing        | États-Unis             | + 4 min 24 s           |
| modifier               |                        |                        |                        |

## Évolution des classements
| Étape              | Vainqueur          | Classement général | Classement par points | Classement du meilleur grimpeur | Classement du meilleur jeune | Classement du Colorado | Classement par équipes | Coureur le plus combatif |
| ------------------ | ------------------ | ------------------ | --------------------- | ------------------------------- | ---------------------------- | ---------------------- | ---------------------- | ------------------------ |
| 1                  | Taylor Phinney     | Taylor Phinney     | Taylor Phinney        | Jonathan Clarke                 | Logan Owen                   | Taylor Phinney         | BMC Racing             | Guillaume Boivin         |
| 2                  | Brent Bookwalter   | Brent Bookwalter   | Taylor Phinney        | Will Routley                    | Hugh Carthy                  | Alexandr Braico        | BMC Racing             | Nathan Brown             |
| 3                  | Kiel Reijnen       | Brent Bookwalter   | Kiel Reijnen          | Will Routley                    | Hugh Carthy                  | Alexandr Braico        | BMC Racing             | Laurent Didier           |
| 4                  | Rohan Dennis       | Rohan Dennis       | Rohan Dennis          | Rohan Dennis                    | Hugh Carthy                  | Alexandr Braico        | BMC Racing             | Robbie Squire            |
| 5                  | Rohan Dennis       | Rohan Dennis       | Rohan Dennis          | Rohan Dennis                    | Tao Geoghegan Hart           | Alexandr Braico        | BMC Racing             | non décerné              |
| 6                  | Roman Kreuziger    | Rohan Dennis       | Kiel Reijnen          | Rohan Dennis                    | Tao Geoghegan Hart           | Alexandr Braico        | BMC Racing             | Roman Kreuziger          |
| 7                  | John Murphy        | Rohan Dennis       | Kiel Reijnen          | Rohan Dennis                    | Tao Geoghegan Hart           | Alexandr Braico        | BMC Racing             | Javier Mejías            |
| Classements finals | Classements finals | Rohan Dennis       | Kiel Reijnen          | Rohan Dennis                    | Tao Geoghegan Hart           | Alexandr Braico        | BMC Racing             | Javier Mejías            |